# Список науковиць до ХХ століття
Нижче поданий історичний список науковиць у період, коли роль жінок у науці применшувалася. У цьому списку вказані науковиці до XX століття за епохами та в алфавітному порядку.

## Античність

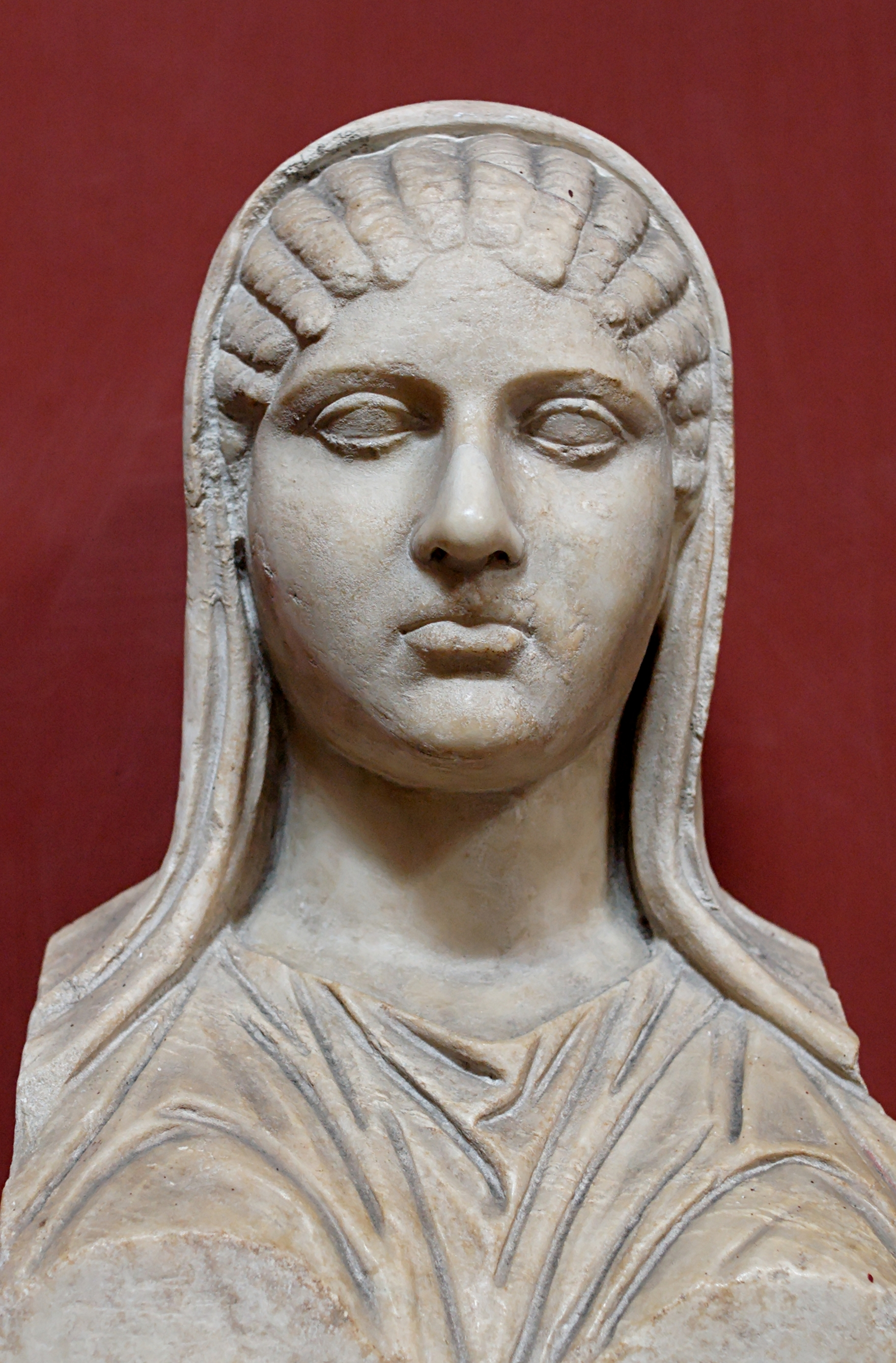
Мармуровий бюст Аспасії (4 ст. до н. е.) — філософині та науковиці Стародавньої Греції. Ватиканський музей

- Абротелія (5 століття до н. е.) — вчена-філософиня у Стародавній Греції[1]Мармуровий бюст Аспасії (4 ст. до н. е.) — філософині та науковиці Стародавньої Греції. Ватиканський музей
- Аемілія (бл. 300 н. е. — 363 н. е.) — галло-римська лікарка
- Аесара з Луканії (4 або 5 століття до н. е.) — філософ у Стародавній Греції
- Агамеда (12 століття до н. е.) — старогрецька лікарка (можливо міфічна фігура)
- Аглаоніка (2 століття до н. е.) — перша вчена-астроном у Стародавній Греції
- Агнодіка (4 століття до н. е.) — перша вчена-лікарка, яка офіційно практикувала в Афінах
- Андромах (середина 6 століття) — єгипетська лікарка
- Аніта з Тегеї (300 до н. е.) — давньогрецька лікарка та поетеса
- Арета Киренська (5 — 4 століття до н. е.) — філософ, Північна Африка
- Артемісія III (348 рік до н. е.) — ботанік
- Асклепігенія (4 рік AD) — грецька неоплатоністка
- Аспасія (4 століття до н. е.) — філософ та науковиця Стародавньої Греції
- Аспасія Лікарка (приблизно 4 століття н. е.) — грецька лікарка
- Аксіотея Фліуська (fl. бл. 350 до н. е.) — грецька філософ
- Бероніце (1 рік AD) — римська філософ
- Кереллія (бл. 45 до н. е.) — римська науковиця
- Клеа (1 — 2 століття AD) — філософ
- Клеахма (4 століття до н. е.) — грецька філософ
- Клеопатра Алхімістка — антична алхімік, авторка рукопису «Хризопея»
- Ґарґі Вачакнаві (7 століття до н. е.) — індійська філософ
- Гіпатія (бл. 350—370 — 415 н. е.) — грецька філософ, математик і астроном з Александрії
- Дамо (6 століття до н. е.) — грецька дослідниця природничих наук
- Діотіма із Мантине́ї (4 століття до н. е.) — напівлегендарна особистість, давньогрецька філософ
- Еццелло з Луканії (5 — 4 століття до н. е.) — грецька/італійська математик і дослідниця природничих наук
- Ехекратія Філіазійська (5 століття до н. е.) — грецька/італійська математик і дослідниця природничих наук
- Елефантида (1 століття до н. е.) — давньогрецька письменниця та лікарка часів розквіту еллінізму, гетера
- Енхедуанна (c. 2285—2250 до н. е.) — шумерська та аккадська астроном, поетеса і жриця
- Лаїс (fl. 1 — 2 століття до н. е.) — старогрецька лікарка та акушерка
- Ластенія Мантінейська (5 століття до н. е.) — студентка Платона
- Леонтія (бл. 300-ті роки до н. е.) — давньогрецька філософ, епікурейка
- Леопарда (4 століття AD) — гінеколог
- Макрина Молодша (4 століття AD) — християнська свята, грецька лікарка та монахиня
- Марія Єврейка (1 — 2 століття н. е.) — антична алхімік, відома з робіт гностика Зосими з Панополіса
- Марцелла (4 століття AD) — свята, римська цілителька
- Мелісса (3 століття до н. е.) — грецька філософ
- Меріт Птах (бл. 2700 до н. е.) — перша з відомих єгипетських лікарок та науковиць
- Метродора (бл. 200—400 AD) — грецька лікарка та авторка
- Мія (5 століття до н. е.) — грецька філософ
- Ніцерата (бл. 5 століття) — лікарка та цілителька
- Оччело з Луканії (5 — 4 століття до н. е.) — грецька математик та дослідниця природничих наук
- Олімпія Фівська (1 століття до н. е.) — старогрецька акушерка
- Орігенія (2 століття AD) — грецька цілителька
- Паула (347—404 н. е.) — римська цілителька
- Пафнутія Діва (бл. 300) — єгипетська алхімік
- Періктіона (5 століття до н. е.) — старогрецька філософ, мати Платона
- Песешет (Четверта, можливо П'ята династія Древнього царства) — давньоєгипетська лікарка, акушерка
- Піфіада (4 століття до н. е.) — морська зоологиня
- Пульхерія (399—453) — цілителька
- Сальпе (1 століття до н. е.) — грецька акушерка
- Сотіра (1 століття до н. е.) — грецька лікарка
- Таппуті — вавилонська парфумерка, перша людина у світі, про яку існує запис про використання хімічних процесів
- Теано (6 століття до н. е.) — філософ, математик та лікарка, дружина Піфагора
- Текля — іранка
- Теосебія (4 століття AD) — цілителька
- Фабіола (померла 399 н.е) — свята, знана римлянка, лікарка
- Фавілла (2 століття) — римська лікарка

## Середньовіччя
- Абелла (14-те століття) — італійська лікарка[2]
- Аделль Сарасенська (12-те століття) — італійська лікарка
- Адельмота Каррарська (14-те століття) — італійська лікарка
- Руфайда Аль-Асламія (7-ме століття) — мусульманська медсестра
- Маеста Антонія (1386—1408) — флорентійська лікарка
- Зулема Л'Астролоґа (1190-after 1229) — мавританська астроном
- Сібиль з Беневенто — неаполетанська лікарка, яка спеціалізувалась на бубонній чумі
- Гільдеґарда Бінгенська (1099—1179) — німецька натуралістка, письменниця, філософ та лікарка
- Доротея Букка (fl.1390) — італійська професор медицини
- Марґаріта да Веноза (fl. 1333) — ліцензована неаполітанська лікарка
- Франціска ді Вестіс (fl. 1308) — неаполітанська лікарка
- Франческа Мюллер де Беренґуер Саторра (15-те століття) — каталанська лікарка
- Ребекка де Гуарна (fl. 1200) — італійська лікарка
- Маґістра Герсанд (fl. 1249—1259) — французька лікарка-хірургиня
- Беллайне Ґалліпапа (fl. 1380) — іспансько-єврейська лікарка
- Дольсіч Ґалліпапа (fl. 1384) — іспансько-єврейська лікарка
- На Пла Ґалліпапа (fl. 1387) — іспансько-єврейська лікарка
- Марія Ґалліція (fl. 1309) — лікарка-хірург
- Гельвідівс (fl. 1176) — французька лікарка
- Антонія Даніелло (fl. 1400) — флорентійсько-єврейська лікарка
- Деніс (fl. 1292) — французька цирульниця-хірург
- Демуд, (fl. приблизно 13-те століття) — німецька лікарка[3]
- Алессандра Джиліані (fl. 1318) — перша анатомка, про яку збереглися свідчення в історичних документах
- Зоя Добродія, Євпраксія Мстиславівна (1108—1172; fl. 1122) — візантійська лікарка
- Калриче ді Дурисіо (15-те століття) — італійська лікарка
- Марія Інкарната — італійська лікарка-хірург
- Марґуеріте Залуцці (fl. 1460) — неаполітанська ліцензована лікарка, яка практикувала лікування травами
- Констанс Календа (15-те століття) — італійська лікарка-хірург, яка спеціалізувалась на хворобах очей[4]
- Вірдімура Катанська (fl. 1276) — єврейсько-сицілійська лікарка
- Жан де Кусі (fl. 1438) — французька цирульниця-хірург
- Ісабі ля Мерґессе (fl. 1292) — французько-єврейська лікарка
- Флорета Ла-Ноґа (fl. 1374) — арагонська лікарка
- Штефані де Ліон (fl. 1265) — французька лікарка
- Джюллєметте лю Люс (fl. 1479) — французька королівська лікарка-хірург
- Томасія де Маттіо — італійська лікарка
- Меркуріаде (14-те століття) — італійська лікарка та хірург
- Амелін ля Міресс (1313—1325) — французька лікарка
- Марґеріта ді Наполі (пізнє 14-те століття) — неаполітанська окулістка, активна у Франкфурті-на-Майні
- Жілетт де Нарбонн (fl. 1300) — французька лікарка
- Ізабелла да Окре — неаполітанська лікарка-хірург
- Жан д'Оссю (d. 1366) — французька лікарка-хірург
- Дама Перонелль (1292—1319) — французька травниця
- Перетта Перонне, також Перетта Петоне (fl. 1411) — французька лікарка-хірург
- Франціска да Романа — неаполітанська лікарка
- Тротула Салернська (fl. 1090) — італійська лікарка, написала безліч трактатів про медицину, здоров'я і лікарські трави
- Лауретта Понте да Сарацена Калабріа — неаполітанська лікарка
- Сара де Санкто Аежідіо (fl. 1326) — французька лікарка
- Хуана Сарровіа (fl. 1384) — іспанська лікарка
- Сара де Сент Джайлс (fl. 1326) — французько-єврейська лікарка та медична викладачка
- Брунетта де Сієна (15-те століття) — італійсько-єврейська лікарка
- Раймунда да Таберна — ліцензована неаполітанська лікарка-хірург
- Теофанія (fl. 1291) — французька цирульниця-хірург
- Тротта да Тоя (f. 1307) — неаполітанська лікарка
- Полісена да Троя (fl. 1335) — ліцензована неаполітанська лікарка
- Жаклін Феліче де Алманія (fl. 1322) — італійська лікарка
- Фава (бл. 1322) — французько-єврейська лікарка
- Фатіма Аль-Фіхрія (9-те століття) — народилась у Тунісі, приписують заснування 859 року найстарішого освітнього закладу в світі, Університету Аль-Кварауїн у Фесі
- Катерина Флорентійська (бл. 1400) — флорентійська лікарка

## XVI століття
- Софія Браге (1556—1643) — данська астроном, ботанік, лікарка, генеалогиня
- Катеріна Вітале (1566—1619) — мальтійська фармацевтка та хімік[5]
- Ізабелла Кортезе (fl. 1561) — італійська алхімік
- Лоредана Марчелло (померла 1572) — венеціанська ботанік
- Тарквінія Мольца (1542—1617) — італійська природнича історик
- Катрін де Партене (1554—1631) — французька математик
- Елінор Снешелл (fl. 1593) — хірург-перукарка
- Тан Юнхіан (1461—1554) — китайська лікарка

## XVII століття
- Марія Клара Айммарт (1676—1707) — німецька астроном
- Анна Байнард (1672—1697) — британська дослідниця з природничої історії
- Афра Бен (1640—1689) — британська романістка і драматург
- Мартіна де Бертеро (1600—1642) — перша відома в історії мінералогиня
- Агнес Блок (1629—1704) — нідерландська менонітка, колекціонерка і садівниця
- Єлизавета Богемська (1618—1680) — німецька дослідниця з природничої історії
- Луїза Буржуа Бурсір (1563—1636) — французька акушерка
- Тітія Брорґеріма (1650—1700) — фризька археолог, поетесаЕлена Лукреція Корнаро Піскопія

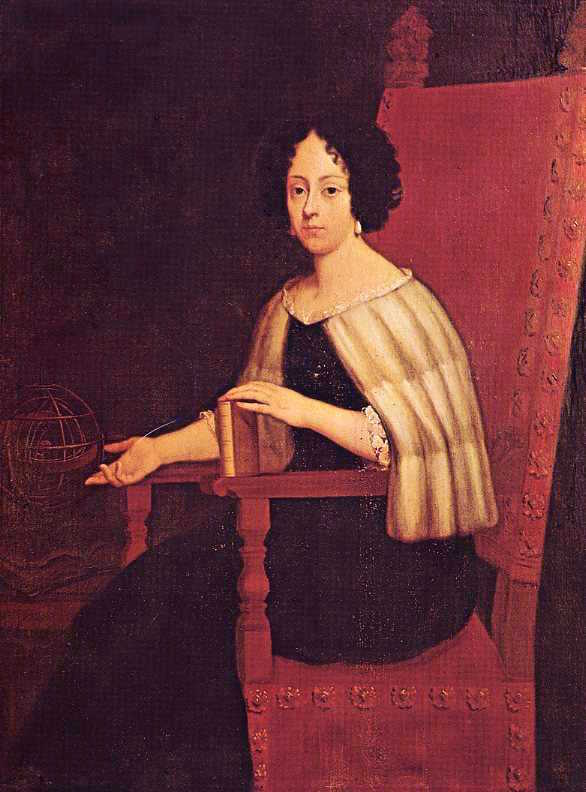
Елена Лукреція Корнаро Піскопія

- Елізабет Волкер (1623—1690) — британська фармацевтка
- Ельжбета Гевелій (1647—1693) — польська астроном
- Елеанор Ґланвіль(1654—1709) — британська ентомологиня
- Жанна Дюме (1660—1706) — французька астроном
- Юстина Зіґемундін (1636—1705) — німецька акушерка
- Марґарет Кавендіш (1623—1673) — британська письменниця
- Марі Кроус (fl. 1640) — французька математик
- Марія Куніц (1610—1664) — сілезька астроном
- Марі Мердрак (1610—1680) — французька хімік та алхімік
- Марія Сибілла Меріан (1647—1717) — німецька художниця, натуралістка, граверка й видавниця
- Елена Лукреція Корнаро Піскопія (1646—1684) — італійська філософ, математик, перша жінка у світі, яка здобула докторський ступінь
- Анна Очер'єльм (1647—1693) — шведська письменниця, археолог
- Маргарита де ла Саблієр (1640—1693) — французька дослідниця з природничої історії
- Мері Сомерсет, герцогиня Бофорта (1630—1715) — британська ботанік
- Марі Фуке (1590—1681) — французька медик
- Джейн Шарп (fl. 1671) — британська акушерка

## XVIII століття

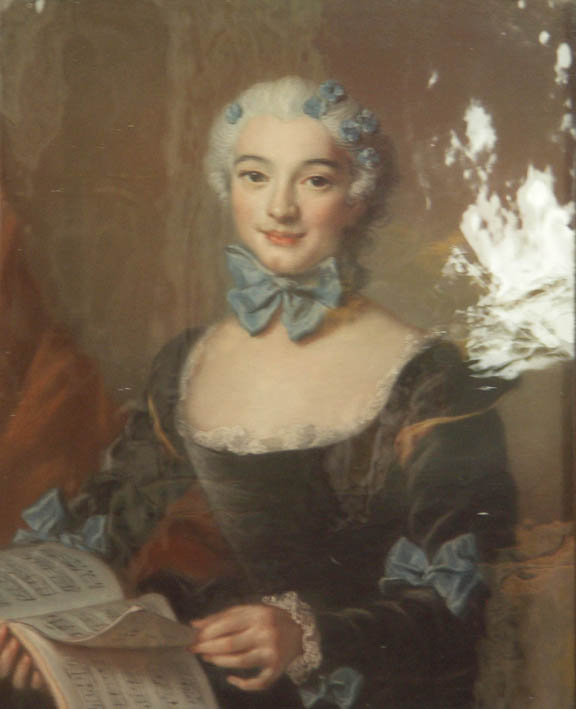
Женев'єва Тіру д'Арконвіль (1720—1805), французька письменниця та хімік, пера Шарля Куапеля

- Марія Ґаетана Аньєзі (1718—1799) — італійська математик, філософ, теологиня та гуманітарійЖенев'єва Тіру д'Арконвіль (1720—1805), французька письменниця та хімік, пера Шарля Куапеля
- Женев'єва Тіру д'Арконвіль (1720—1805) — французька письменниця та хімік
- Марія Анжела Ардингеллі (1728—1825) — італійська перекладка, математик і фізик
- Сара Софія Банкс (1744—1818) — британська дослідниця з природничих наук, колекціонерка
- Джузеппа Барбапіккола (1702—1740) — італійська натурфілософ, поетеса та перекладачка
- Лаура Бассі (1711—1778) — італійська фізик, філософ і анатомка[6]
- Марі Маргарита Бієрон Marie Marguerite Bihéron (1719—1795) — французька анатомка
- Клелія Грілло Борромео (1684—1777) — італійська дослідниця з природничих наук
- Якоба фан ден Бранде (1735—1794) — нідерландська засновниця першої жіночої академії наук
- Марія Христина Брун (1732—1808) — шведська хімік, винахідниця
- Марґарет Браян (c. 1760—1815) — британська дослідниця з природничих наук
- Ельза Беата Бунге (1734—1819) — шведська дворянка, письменниця та ботанік
- Саломе Регіна Русецька-Гальпір (1718—1763) — литовська лікарка-окулістка
- Кароліна Гершель (1750—1848) — німецько-британська астроном
- Лючія Ґалеацці Ґальвані (1743—1788) — італійська лікарка
- Клелія Дураццо Ґрімальді (1760—1830) — італійська ботанікЕмілі дю Шатле, худ. Моріс Кантен де Латур

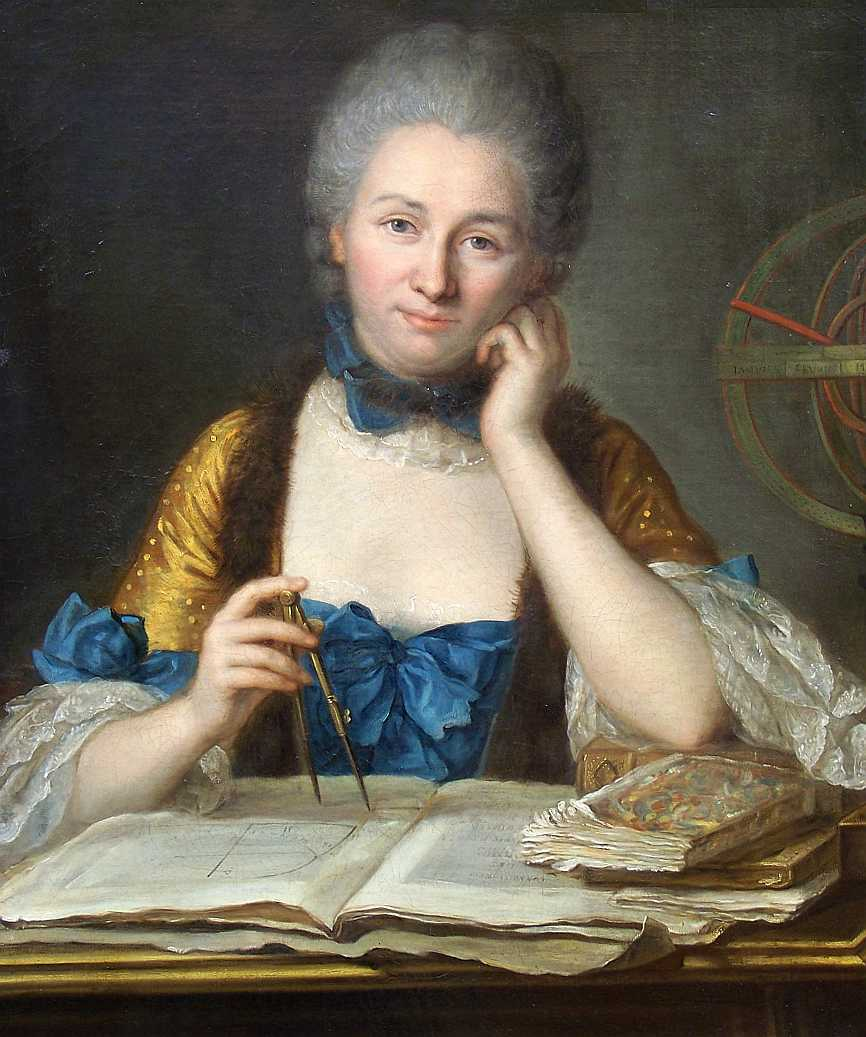
Емілі дю Шатле, худ. Моріс Кантен де Латур

- Марія Далла Донне (1778—1842) — італійська вчена-лікарка
- Єва Екеблад (1724—1786) — шведська агрономка, винахідниця
- Доротея Еркслебен (1715—1762) — німецька вчена-лікарка
- Ванґ Жені (1768—1797) — китайська астроном
- Катерін Жеремі (1664—1744) — французько-канадська ботанік
- Софі Жермен (1776—1831) — французька математик, філософ і механікиня
- Марія Андреа Казамайор (1700—1780) — іспанська математик
- Фаустина Піньятеллі-Карафа (1705—1785) — італійська вчена
- Крістіна Кірх (1696—1782) — німецька астроном
- Маргарета Кірх (1703—1744) — німецька астроном
- Марія Марґарета Кірх (1670—1720) — німецька астроном
- Марія Медіна Коелі(1764—1846) — італійська лікарка
- Джейн Колден (1724—1766) — американська ботанік
- Розалія де Констант (1758—1834) — швейцарська ілюстраторка та дослідниця природничих наук
- Анжеліка дю Кудро (1712—1794) — французька акушерка
- Марія Лашапель (1769—1821) — французька акушерка
- Катрін Літлфілд Ґрін (1755—1814) — американська винахідниця
- Марі-Жан де Лаланд (1760—1832) — францезька астроном
- Ніколь-Рейн Лепот (1723—1792) — перша французька математик і астроном
- Елізабет Крістіна фон Лінней (1743—1782) — шведська ботанік
- Марта Даніель Логан (1704—1779) — американська ботанік
- Еліза Лукас (1722—1793) — американська вчена-агрономка
- Марі-Емі Люллін (1750—1831) — швейцарська ентомологиня
- Кетрін Маколей (1731—1791) — британська соціальна науковиця
- Анна Моранді Манцоліні (1716—1774) — італійська лікарка, викладачка анатомії
- Марі лє Массон лє Ґольфт (1750—1826) — французька натуралістка
- Сібілла Мастерс (1675—1720) — американська винахідниця
- Леді Енн Монсон Lady Anne Monson (1726—1776) — британська ботанік
- Марія Петраччіні Maria Petraccini (1759—1791) — італійська анатомка та лікарка
- Цаффіра Перетті (рік активності 1780) — італійська анатомка та лікарка
- Луїза дю П'єррі (1746—1807) — французька астроном
- Марі Анн Вікторія Піжон (1724—1767) — французька математик
- Марія-Анна П'єретта Польз (1758—1836) — французька художниця, хімік, наукова перекладачка
- Анна Барбара Рейнгарт (1730—1796) — швейцарська математик
- Крістіна Роккаті (1732—1797) — італійська вчена, поетеса
- Шарлотта Саксен-Майнінгенська (1751—1827) — німецька астроном
- Клотільда Тамбороні (1758—1817) — італійська філологиня та лінгвістка
- Петронелла Йоганна де Тіммерман (1723—1786) — нідерландська науковиця
- Шарлотта Фреліх (1698—1770) — шведська письменниця, поетеса, історик, агрономка і фізик
- Елізабет Фулгейм (рік активності 1794) — британська хімік
- Емілі дю Шатле (1706—1749) — французька математик і фізик

## XIX століття

### Антропологія
- Йоганна Месторф (1828—1909) — німецька археолог доісторичного періоду
- Марґарет Мюррей (1863—1963) — британська антрополог
- Клеманс Руає (1830—1902) — французька антрополог
- Еллен Черчілл Семпл (1863—1932) — американський географ, перша жінка-президент Асоціації американських географів
- Прасковія Сергіївна Уварова (1840—1924) — українська і російська історик
- Єліс Каннінґем Флетчер (1838—1923) — американська етнолог
- Марія Чаплицька (1884—1921) — польська антрополог

### Археологія
- Корнелія Горсфорд (1861– c. 1941) — американська археолог
- Леді Естер Стенхоуп (1776—1839) – британська археолог
- Софія Торма (1832—1899) — угорська археолог, палеонтолог та антрополог

### Астрономія
- Мері Альбертсон (1838—1914) — американська астроном та дослідниця в галузі ботаніки
- Анна Вінлок (1857—1904) — американська астроном
- Сара Франс Вітінґ (1846—1927) — американська астроном та фізик[7]
- Мері Вотсон Вітні (1847—1921) — американська астроном
- Енні Джамп Кеннон (1863—1941) — американська астроном
- Агнес Мері Клерк (1842—1907) — ірландська астроном
- Флоренс Кушман (1860—1940) — американська астроном
- Антонія Каетана Морі (1866—1952) — американська астроном
- Марґарет Лінсі Мюррей Гаґґінс (1848—1915) — британська астроном
- Анні Расселл Маундер (1868—1947) — ірландська астроном
- Генрієтта Свон Лівітт (1868—1921) — американська астроном
- Марія Мітчелл (1818—1889) — перша американська астроном
- Айзіс Поґсон (1852—1945) — британська астроном та метеорологиня
- Катерина Скарпелліні (1808—1873) — італійська астроном та метеорологиня
- Вільяміна Фле́мінг (1857—1911) — шотландсько-американська астроном

### Біологія або природнича історія
- Елізабет Карі Аґассіз (1822—1907) — американська дослідниця природничої історії
- Роза Сміт Айґенманн (1858—1947) — американська біолог
- Френсіс Актон (1793—1881) — британська ботанік
- Мері Альбертсон (1838—1914) — американська ботанік та астроном
- Емілі Арнесен (1876—1928) — норвезька зоологиня
- Анна Аткінс (1799—1871) — британська ботанік
- Генріетта Бофорт (1778—1865) — британська ботанік
- Ізабе́лла Люсі́ Берд (1831—1904) — британська дослідниця, письменниця і натуралістка
- Присцилла Сьюзен Бері (1799—1872) — британська ботанік та ілюстраторка
- Мері Енн Вітбі (1784—1850) — британська селекціонерка шовковичних шовкопрядів
- Анна Вікерс (1852—1906) — вчена з морської альгології
- Жанна Вільпре-Пауер (1794—1871) — французька морська біолог
- Анна Марія Волкер (c. 1778—1852) — шотландська ботанік
- Елізабет Ендрю Воррен (1786—1864) — корнська ботанік
- Маріан Габбард (1868—1956) — американська зоологиня
- Іда Генріетта Гайд (1857—1945) — американська біолог
- Еллен Гатчінс (1785—1815) — британська ботанік
- Сюзан Гелловелл (1835—1911) — американська біолог
- Ґабріелл Говард (1876—1930) — британська дослідниця рослинної фізіології
- Сюзанна Фелпс Ґейдж (1857—1915) — американська ембріологістка та дослідниця в галузі порівняльної анатомії
- Ліліан Джейн Ґоулд (1861—1936) — британська біолог
- Амелія Ґріффітс (1768—1858) — британська психолог
- Лідія Марія Адамс ДеВіт (1859—1928) — американська патологиня
- Марія Елізабет Джексон (1755—1829) — британська ботанік
- Еліс Джонсон (1860—1940) — британська зоологиня

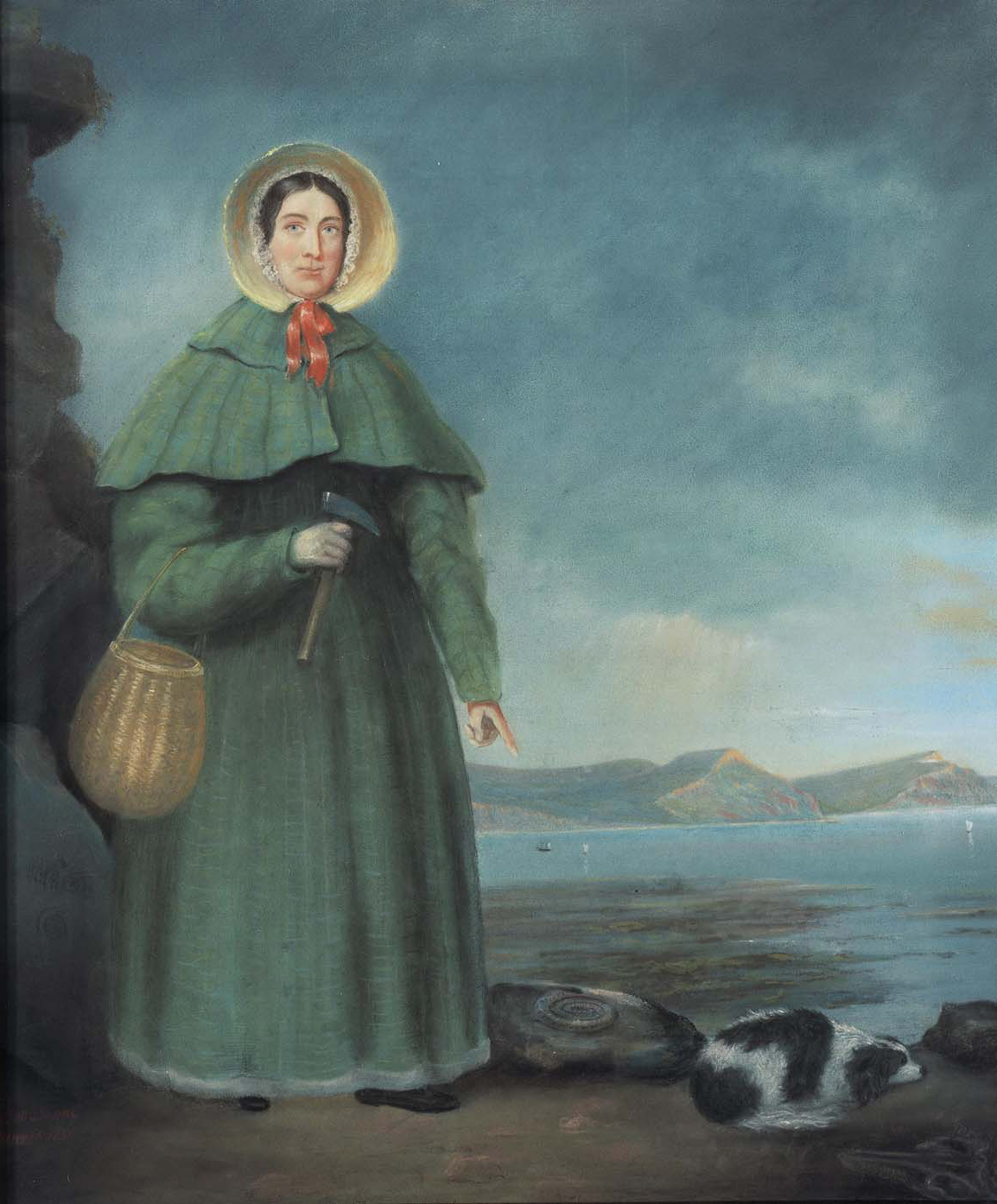
Мері Еннінг (1799—1847), британська колекціонерка скам'янілостей та палеонтолог-любителька, картина Б. Дж. Донне

- Мері Еннінг (1799—1847), британська колекціонерка скам'янілостей та палеонтолог-любителька, картина Б. Дж. ДоннеМері Сінтія Дікерсон (1866—1923) — американська герпетологиня, музейна кураторка та письменниця
- Амалія Дітріх (1821—1891) — німецька дослідниця природничої історії
- Мері Еннінг (1799—1847) — британська колекціонерка скам'янілостей та палеонтолог-любителька
- Жозефа Жотейко, (1866—1928) — польська фізіологиня, психолог та педагог
- Еліс Іствуд (1859—1953) — американська біолог
- Альбертіна Карлссон (1848—1930) — шведська зоологиня
- Корнелія Клепп (1849—1934) — американська зоологиня
- Анна Ботсфорд Комсток (1854—1930) — американська дослідниця природничої історії
- Клара Ітон Каммінґс (1855—1906) — американська біолог
- Аґнес Іббетсон (1757—1823) — британська дослідниця рослинної фізіології
- Жозефіна Каблик (1787—1863) — чехословацька першодослідниця в області ботаніки та палеонтології
- Гелен Дін Кінг (1869—1955) — американська біолог
- Фюб Ланкестер (1825—1900) — британська ботанік
- Марі-Анн Лібер (1782—1865) — бельгійська ботанік і мікологиня
- Фрідеріке Лініґ (1790—1855) — балтійська дослідниця-ентомологиня
- Кетрін Мюррей Лаєлл (1817—1915) — британська ботанік
- Елізабетта Фіоріні-Маццанті (1799—1879) — італійська ботанік
- Гаррієт Манн-Міллер (1831—1918) — американська  дитяча письменниця й орнітологиня
- Марія Ґуґельберґ фон Моос (1836—1918) — швейцарська ботанік
- Маргаретта Морріс (1797—1867) — американська дослідниця-ентомологиня
- Мері Муртфельдт (1848—1913) — американська дослідниця-ентомологиня
- Елеанор Атте Ормерод (1828—1901) — британська дослідниця з ентомології
- Едіт Маріо Петч (1876—1954) — американська ентомологиня
- Беатрікс По́ттер (1866—1943) — британська дитяча письменниця, художниця
- Джейн Ретбан (1860—1943) — американська зоологиня
- Марґаретта Рілай (1804—1899) — британська ботанік
- Софія Роструп (1857—1940) — данська ентомологиня
- Етель Саржант (1863—1918) — британська ботанік
- Александра Смірнофф (1838—1913) — фінська помологиня
- Енні Лоррейн Сміт (1854—1937) — британська ліхенологиня
- Марія Емілія Снетляге (1868—1929) — німецько-бразильська орнітологиня
- Нетті Марія Стівенс (1861—1912) — американська генетик
- Жантіна Таммес (1871—1947) — нідерландська ботанік та генетик
- Шарлотте де Берніер Тейлор (1806—1863) — американська ентомологиня
- Мері Тріт (1830—1923) — американська вчена з природничих наук
- Ольга Федченко (1845—1921) — російська ботанік
- Марія Елізабет Фернальд (1839—1919) — американська ентомологиня
- Мері Егнес Чейз (1869—1963) — американська ботанік
- Ліліан Шелдон (1862—1942) — британська зоологиня
- Газель Шмоль (1890—1990) — американська ботанік

### Хімія
- Віра Богданівська-Попова (1868—1897) — одна з перших жінок-хіміків в Російській імперії[8]
- Марта Анні Вайтлі (1866—1956) — британська хімік та математик
- Анна Волкова (1800—1876) — російська хімік
- Луїзе Гаммарстрьом (1849—1917) — шведська хімік
- Едіт Гамфрі (1875—1978) — британська хімік
- Надєжда Зібер-Шумова (померла 1914) — російська хімік
- Юлія Лермонтова (1846—1919) — російська хімік
- Лаура Лінтон (1853—1915) — американська хімік
- Рейчел Ллойд (1839—1900) — американська хімік
- Аделайда Луканіна (1843—1908) — російська фізик та хімік
- Хелан Абботт Майкл (1857—1904) — американська ботанік та хімік
- Франсіс Міклетвейт (1867—1950) — британська хімік-дослідниця
- Муріель Велдейл Онслов (1880—1932) — британська біохімік
- Марі Пастер (1826—1910) — французька хімік та бактеріологиня
- Марі Енґель Пеннонґтон (1872—1952) — американська хімік
- Агнес Луїза Вільгельмін Покельс (1862—1935) — німецька хімік
- Еллен Своллов Річардс (1842—1911) — американська хімік-технологиня та хімік навколишнього середовища
- Анна Сундстрем (1785—1871) — шведська хімік
- Іда Фройнд (1863—1914) — австрійська хімік XIX століття; перша жінка-викладачка хімії в історії університетів Великої Британії

### Інженерія
- Емілі Воррен Роблінг (1844—1903) — американська інженер
- Лін Ланінґ (1918—2003) — китайська інженер

### Геологія
- Мері Бакленд (1797—1857) — британська палеонтолог і морська біолог
- Флоренс Беском (1862—1945) — американська геолог
- Етелдред Бетет (1776—1845) — британська геолог
- Мері Емілі Голмс (1850—1906) — американська геолог та просвітниця
- Марія Ґордон (1896—1939) — шотландська геолог
- Марґарет Кросфілд (1859—1952) — британська науковиця з палеонтології та геології
- Шарлотте Мурчісон (1788—1869) — шотландська геолог
- Елізабет Філпот (1780—1857) — британська палеологиня

### Винаходи
- Мері Бруш (час праці 1815) — американська винахідниця
- Ганна Гаммарстрем (1829—1909) — шведська винахідниця та промисловиця
- Еллен Еґлін (1849-після 1890) — афроамериканська винахідниця
- Мері Кіс (1752—1837) — американська винахідниця
- Хуанґ Лю (1769—1829) — китайська винахідниця

### Математика

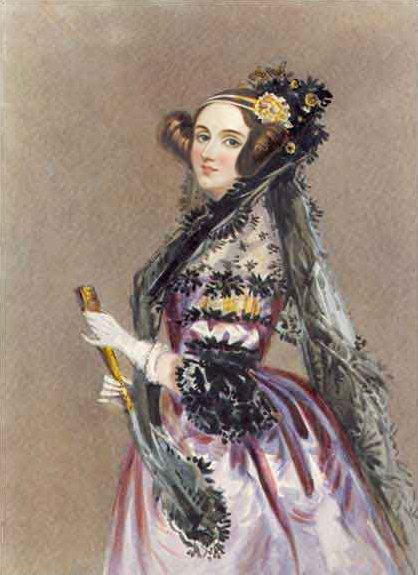
Ада Кінґ, Графиня Лавлейс

- Софія Ковалевська (1850—1891) — російська математик, авторка праць з математичного аналізу (диференціальні рівняння і аналітичні функції), механіки та астрономії
- Авгу́ста А́да Кі́нґ, графи́ня Лавле́йс (1815—1851) — британська математик
- Емілі Марті (1869—1936) — американська математик
- Еммі Нетер (1882—1935) — німецька математик

### Мікробіологія
- Еліс Кетрін Еванс (1881—1975) — американська мікробіолог

### Медицина
- Рейчел Алкок (1862—1939) — британська лікарка-фізіологиня
- Елізабет Ґарретт Андерсон (1836—1917) — британська лікарка
- Кароліна Відерстрьом (1856—1949) — шведська лікарка
- Мері Волкер (1832—1919) — американська хірург
- Гедда Андерссон (1861—1950) — шведська лікарка
- Амалія Ассур (1803—1889) — шведська дантистка
- Сара Джозефіне Бейкер (1873—1945) — американська лікарка, піонерка дитячої гігієни
- Елізабет Блеквелл (1821—1910) — перша жінка, яка здобула вищу медичну освіту в США
- Емілі Блеквелл (1826—1910) — третя жінка, котра здобула докторський ступінь з медицини в США
- Марі Буавен (1773—1841) — французька акушерка-гінеколог, винахідниця, авторка медичних посібників
- Йоганна Геден (1837—1912) — шведська акушерка, фельдшерка та перукарка
- Марія Далле Донне (1778—1842) — італійська лікарка
- Софія Джекс-Блейк (1840—1912) — перша шотландська лікарка, суфражистка та активістка
- Ісала фан Діст (1842—1916) — перша жінка-лікарка та випускниця університету у Бельгії
- Марія Дюроше (1809—1893) — бразильська акушерка, гінеколог та лікарка
- Реґіна фон Зібольд (1771—1849) — німецька лікарка та акушерка
- Шарлотте фор Зібольд (1788—1859) — німецька лікарка та гінеколог
- Елізабет Коен (1820—1921) — американська лікарка, перша жінка-лікарка в штаті Луїзіана
- Ребекка Коул (1846—1922) — американська лікарка, яка до 1867 року була другою афроамериканканською лікаркою в США
- Ребекка Лі Крамплер (1831—1895) — американська лікарка, яка до 1864 року була першою афроамериканканською лікаркою в США
- Флоренс Найтінгейл (1820—1910) — британська медсестра та статистка
- Ловіса Орберґ (1801—1881) — перша жінка-лікарка та хірург Швеції
- Еммі Кароліна Раппе (1835—1896) — шведська медсестра і директор школи сестер милосердя
- Марта Ріплі (1843—1912) — американська лікарка та суфражистка
- Варвара Руднева-Кашеварова (1844—1899) — перша російська жінка-лікарка
- Флоренс Рена Сабін (1871—1953) — американська медик
- Анна Стексен (1870—1904) — шведська патологиня
- Люсі Гоббс Тейлор (1833—1910) — американська дантистка
- Катаріне фан Туссенброк (1852—1925) — нідерландська гінеколог
- Енрікета Фавез (c. 1791—1856) — швейцарська лікарка та хірург
- Розалія Фоуґельберґ (1841—1911) — шведська дантистка
- Алетта Якобс (1854—1929) — нідерландська лікарка
- Марія Янссон (1788—1842) — відома як Кісамор, шведська лікарка

### Ядерна фізика
- Ліза Майтнер (1878—1968) — австрійська фізик та радіохімік

### Фізика
- Герта Маркс Айртон (1854—1923) — британська науковиця
- Мілева Марич (1875—1948) — сербська науковиця
- Марґарет Еліза Малтбі (Margaret Eliza Maltby, 1860—1944) — американська науковиця
- Мері Сомервілль (1780—1872) — шотландська популяризаторка науки та ерудитка, спеціалістка в галузі математики й астрономії

### Психологія
- Марі Вітон Калкінс (1863—1930) — американська психолог
- Крістніне Ладд-Франклін (1847—1930) — американська психолог
- Марґарет Флой Вошбурн (1871—1939) — американська психолог

### Наукова освіта
- Джейн Лудон (1807—1858) — авторка підручників з садівництва
- Джейн Марсе (1769—1858) — авторка підручників з природничих наук
- Альміра Гарт Лінкольн Фелпс (1793—1884) — американська науковиця
- Джозефіне Сілоне Ятес (померла 1912) — американська науковиця з хімії

### Соціологія
- Лаура Джейн Аддамс (1860—1935) — американська соціолог, реформаторка і філософка, лідерка руху суфражисток у США, «мати соціальної роботи».
- Шарлотта Перкінс Гілмен (1860—1935) — американська соціолог
- Беатріс Вебб (1858—1943) — американська соціолог та економістка